# الهجمة (تعز)
الهجمة هي إحدى قرى الجمهورية اليمنية. تتبع جغرافيا لمحافظة تعز وإداريًا لمديرية الشمايتين. يبلغ تعداد سكانها 1288 نسمة حسب الإحصاء الذي أجري عام 2004.